# جایزه هیئت ملی بازبینی فیلم برای بهترین بازیگر زن
جایزه هیئت ملی بازبینی فیلم برای بهترین بازیگر زن (انگلیسی: National Board of Review Award for Best Actress) یکی از جوایزی است که سالانه به بهترین بازیگر زن نقش اصلی توسط هیئت ملی بازبینی فیلم از سال ۱۹۵۴ تاکنون داده می‌شود.

## برندگان

### دهه ۱۹۴۰
| سال  | برنده              | فیلم             | نقش                        |
| ---- | ------------------ | ---------------- | -------------------------- |
| ۱۹۴۵ | جوآن کراوفورد      | میلدرد پیرس      | Mildred Pierce Beragon     |
| ۱۹۴۶ | آنا مانیانی        | رم، شهر بی‌دفاع   | Pina                       |
| ۱۹۴۷ | سیلیا جانسون       | This Happy Breed | Ethel Gibbons              |
| ۱۹۴۸ | اولیویا دی هاویلند | گودال مار        | Virginia Stuart Cunningham |
| ۱۹۴۹ | اهدا نشد.          | اهدا نشد.        | اهدا نشد.                  |

### دهه ۱۹۵۰
| سال  | برنده          | فیلم                    | نقش                          |
| ---- | -------------- | ----------------------- | ---------------------------- |
| ۱۹۵۰ | گلوریا سوانسون | سانست بلوار             | Norma Desmond                |
| ۱۹۵۱ | جن استرلینگ    | تک‌خال در حفره           | Lorraine Minosa              |
| ۱۹۵۲ | شرلی بوت       | برگرد، شبای کوچک        | Lola Delaney                 |
| ۱۹۵۳ | جین سیمونز     | The Actress             | روث گوردون                   |
| ۱۹۵۳ | جین سیمونز     | ردا                     | Diana                        |
| ۱۹۵۳ | جین سیمونز     | Young Bess              | الیزابت یکم انگلستان         |
| ۱۹۵۴ | گریس کلی       | دختر روستایی            | Georgie Elgin                |
| ۱۹۵۴ | گریس کلی       | ام را به نشانه مرگ بگیر | Margot Mary Wendice          |
| ۱۹۵۴ | گریس کلی       | پنجره عقبی              | Lisa Carol Fremont           |
| ۱۹۵۵ | آنا مانیانی    | خالکوبی رز              | Serafina Delle Rose          |
| ۱۹۵۶ | دوروتی مک‌گوایر | ترغیب دوستانه           | Eliza Birdwell               |
| ۱۹۵۷ | جوآن وودوارد   | No Down Payment         | Leola Boone                  |
| ۱۹۵۷ | جوآن وودوارد   | سه چهره ایو             | Eve White / Eve Black / Jane |
| ۱۹۵۸ | اینگرید برگمان | مسافرخانه ششمین خوشبختی | Gladys Aylward               |
| ۱۹۵۹ | سیمون سینیوره  | فرصتی برای پیشرفت       | Alice Aisgill                |

### دهه ۱۹۶۰
| سال  | برنده         | فیلم                                   | نقش             |
| ---- | ------------- | -------------------------------------- | --------------- |
| ۱۹۶۰ | گریر گارسون   | طلوع در کمپوبلو                        | النور روزولت    |
| ۱۹۶۱ | جرالدین پیج   | تابستان و دود                          | Alma Winemiller |
| ۱۹۶۲ | آن بنکرافت    | معجزه‌گر                                | آن سالیوان      |
| ۱۹۶۳ | پاتریشا نیل   | هاد                                    | Alma Brown      |
| ۱۹۶۴ | کیم استنلی    | جلسه احضار ارواح در یک بعدازظهر بارانی | Myra Savage     |
| ۱۹۶۵ | جولی کریستی   | عزیز                                   | Diana Scott     |
| ۱۹۶۵ | جولی کریستی   | دکتر ژیواگو                            | Lara Antipova   |
| ۱۹۶۶ | الیزابت تیلور | چه کسی از ویرجینیا وولف می‌ترسد؟        | Martha          |
| ۱۹۶۷ | ادیث ایوانز   | نجواگران                               | Maggie Ross     |
| ۱۹۶۸ | لیو اولمان    | ساعت گرگ و میش                         | Alma Borg       |
| ۱۹۶۸ | لیو اولمان    | شرم                                    | Eva Rosenberg   |
| ۱۹۶۹ | جرالدین پیج   | سه‌گانه                                 | Sook            |

### دهه ۱۹۷۰
| سال  | برنده          | فیلم             | نقش                    |
| ---- | -------------- | ---------------- | ---------------------- |
| ۱۹۷۰ | گلندا جکسون    | زنان عاشق        | Gudrun Brangwen        |
| ۱۹۷۱ | ایرنه پاپاس    | The Trojan Women | هلن                    |
| ۱۹۷۲ | سیسیلی تایسون  | ساندر            | Rebecca Morgan         |
| ۱۹۷۳ | لیو اولمان     | سرزمین جدید      | Kristina               |
| ۱۹۷۴ | جنا رولندز     | زنی تحت تأثیر    | Mabel Longhetti        |
| ۱۹۷۵ | ایزابل آجانی   | سرگذشت آدل ه.    | آدل هوگو / Adèle Lewry |
| ۱۹۷۶ | لیو اولمان     | چهره به چهره     | Dr. Jenny Isaksson     |
| ۱۹۷۷ | آن بنکرافت     | نقطه عطف         | Emma Jacklin           |
| ۱۹۷۸ | اینگرید برگمان | سونات پاییزی     | Charlotte Andergast    |
| ۱۹۷۹ | سالی فیلد      | نورما ری         | Norma Rae Webster      |

### دهه ۱۹۸۰
| سال  | برنده       | فیلم                 | نقش                        |
| ---- | ----------- | -------------------- | -------------------------- |
| ۱۹۸۰ | سیسی اسپیسک | دختر معدنچی زغال‌سنگ  | لورتا لین                  |
| ۱۹۸۱ | گلندا جکسون | Stevie               | Stevie Smith               |
| ۱۹۸۲ | مریل استریپ | انتخاب سوفی          | Zofia "Sophie" Zawistowski |
| ۱۹۸۳ | شرلی مک‌لین  | شرایط مهرورزی        | Aurora Greenway            |
| ۱۹۸۴ | پگی اشکرافت | گذرگاهی به هند       | Mrs. Moore                 |
| ۱۹۸۵ | ووپی گلدبرگ | رنگ ارغوانی          | Celie Johnson              |
| ۱۹۸۶ | کاتلین ترنر | پگی سو ازدواج کرد    | Peggy Sue                  |
| ۱۹۸۷ | لیلین گیش   | The Whales of August | Sarah Webber               |
| ۱۹۸۷ | هالی هانتر  | اخبار تلویزیون       | Jane Craig                 |
| ۱۹۸۸ | جودی فاستر  | متهم                 | Sarah Tobias               |
| ۱۹۸۹ | میشل فایفر  | بیکرهای شگفت‌انگیز    | Susie Diamond              |

### دهه ۱۹۹۰
| سال  | برنده             | فیلم          | نقش                       |
| ---- | ----------------- | ------------- | ------------------------- |
| ۱۹۹۰ | میا فارو          | آلیس          | Alice Smith Tate          |
| ۱۹۹۱ | جینا دیویس        | تلما و لوییز  | Thelma Yvonne Dickinson   |
| ۱۹۹۱ | سوزان ساراندون    | تلما و لوییز  | Louise Elizabeth Sawyer   |
| ۱۹۹۲ | اما تامپسون       | هواردز اند    | Margaret Schlegel         |
| ۱۹۹۳ | هالی هانتر        | پیانو         | Ada McGrath               |
| ۱۹۹۴ | میراندا ریچاردسون | تام و ویو     | Vivienne Haigh-Wood Eliot |
| ۱۹۹۵ | اما تامپسون       | کرینگتون      | دورا کرینگتون             |
| ۱۹۹۵ | اما تامپسون       | عقل و احساس   | Elinor Dashwood           |
| ۱۹۹۶ | فرانسیس مک‌دورمند  | فارگو         | Marge Gunderson           |
| ۱۹۹۷ | هلنا بونهام کارتر | بال‌های کبوتر  | Kate Croy                 |
| ۱۹۹۸ | فرناندا مونته‌نگرو | ایستگاه مرکزی | Isadora "Dora" Teixeira   |
| ۱۹۹۹ | جانت مک‌تیر        | رها چون باد   | Mary Jo Walker            |

### دهه ۲۰۰۰
| سال  | برنده         | فیلم                 | نقش                                       |
| ---- | ------------- | -------------------- | ----------------------------------------- |
| ۲۰۰۰ | جولیا رابرتس  | ارین براکویچ         | ارین بروکوویچ                             |
| ۲۰۰۱ | هلی بری       | مهمانی هیولا         | Leticia Musgrove                          |
| ۲۰۰۲ | جولیان مور    | دور از بهشت          | Cathy Whitaker                            |
| ۲۰۰۳ | دایان کیتن    | یکی باید کوتاه بیاید | Erica Barry                               |
| ۲۰۰۴ | آنت بنینگ     | جولیا بودن           | Julia Lambert                             |
| ۲۰۰۵ | فلیسیتی هافمن | ترنس‌آمریکا           | Sabrina "Bree" Osbourne / Stanley Schupak |
| ۲۰۰۶ | هلن میرن      | ملکه                 | الیزابت دوم                               |
| ۲۰۰۷ | جولی کریستی   | دور از او            | Fiona Anderson                            |
| ۲۰۰۸ | ان هتوی       | ریچل ازدواج می‌کند    | Kym Ryder                                 |
| ۲۰۰۹ | کری مولیگان   | درس‌آموزی             | Jenny Mellor                              |

### دهه ۲۰۱۰
| سال  | برنده        | فیلم                       | نقش                |
| ---- | ------------ | -------------------------- | ------------------ |
| ۲۰۱۰ | لسلی منویل   | سالی دیگر                  | Mary Smith         |
| ۲۰۱۱ | تیلدا سوینتن | باید دربارهٔ کوین صحبت کنیم | Eva Khatchadourian |
| ۲۰۱۲ | جسیکا چستین  | سی دقیقه پس از نیمه‌شب      | Maya               |
| ۲۰۱۳ | اما تامپسون  | نجات آقای بنکس             | پی. ال. تراورس     |
| ۲۰۱۴ | جولیان مور   | هنوز آلیس                  | Dr. Alice Howland  |
| ۲۰۱۵ | بری لارسون   | اتاق                       | Joy "Ma" Newsome   |
| ۲۰۱۶ | ایمی آدامز   | نورسیده                    | Dr. Louise Banks   |
| ۲۰۱۷ | مریل استریپ  | پست                        | کاترین گراهام      |
| ۲۰۱۸ | لیدی گاگا    | ستاره‌ای متولد شده‌است       | Ally Maine         |
| ۲۰۱۹ | رنی زلوگر    | جودی                       | جودی گارلند        |

### دهه ۲۰۲۰
| سال  | برنده       | فیلم            | نقش                   |
| ---- | ----------- | --------------- | --------------------- |
| ۲۰۲۰ | کری مولیگان | زن جوان آتیه‌دار | کاساندرا "کیسی" توماس |
| ۲۰۲۱ | ریچل زگلر   | داستان وست ساید | ماریا واسکز           |